# Sylvain Missonnier
Pour les articles homonymes, voir Missonnier.
 (juillet 2023).
Sylvain Missonnier est psychologue, professeur de psychologie clinique de la périnatalité à l’université Paris-Cité et psychanalyste. Il dirige le laboratoire « Psychologie clinique, psychopathologie, psychanalyse » (PCPP UR 4056) de 2012 à 2022.

## Biographie
À l’issue d’une formation universitaire en philosophie, psychologie et psychanalyse, il réalise en 1999 une thèse de 3e cycle intitulée La parentalité à l'épreuve des séparations néonatales mère/bébé, dirigée par Monique Bydlowski. Il devient maître de conférences en 2000 à l'université Paris-X-Nanterre. Son intérêt pour la prévention précoce le conduit à suivre l’enseignement de Serge Lebovici à Bobigny et à travailler avec les très jeunes enfants, notamment comme psychologue dans le service de pédiatrie, le CMP et le CAMSP du centre hospitalier de Versailles. Il réalise une habilitation à diriger des recherches en psychologie (2005), et il est recruté comme professeur de psychologie clinique à l’université Paris Descartes, rattaché au laboratoire de recherches Psychologie clinique, psychopathologie, psychanalyse (UR 4056) créé par Catherine Chabert, qu'il dirige de 2012 à 2022.
Il est psychanalyste, membre adhérent de la Société psychanalytique de Paris, vice-président de l'Institut du virtuel Seine ouest (IVSO) et ancien président du groupe France de l'Association mondiale de santé mentale du nourrisson (WAIMH). 
Sylvain Missonnier anime un séminaire de recherche, intitulé « Le Premier Chapitre », séminaire affilié à la  WAIMH France, en partenariat avec l’Association européenne de psychopathologie de l’enfant et de l’adolescent (AEPEA) et le laboratoire de psychologie PCPP de l'université Paris Descartes. Il est également membre fondateur du comité scientifique et du comité de rédaction de la revue mensuelle Le Carnet Psy dont il a conçu le premier site internet en 1998.
En 2018, avec Roger Perron, il crée la collection « Psychanalyse vivante » chez In Press.
Il est membre du  Séminaire inter-universitaire d'enseignement et de recherche en psychopathologie et psychanalyse (SIUEERPP), et du  Groupe de recherche en psychopathologie clinique (GRPC). Il est cofondateur, avec Albert Ciccone, Simone Korff-Sausse, Roger Salbreux et Régine Scelles du Séminaire inter-universitaire international sur la clinique du handicap (SIICLHA) qui organise régulièrement un colloque, suivi par la publication d'un ouvrage collectif aux Éditions Érès. 
Sylvain Missonnier est attentif à la rencontre du « devenir parent » et du « naître humain ». Dans ce cadre, il a pris la direction de la collection « La vie de l'enfant », créée par Michel Soulé qui s'intéresse particulièrement à une clinique périnatale interdisciplinaire et à la place du prénatal dans la biographie du sujet.

## Recherches
Sylvain Missonnier travaille dans quatre directions :
- la psycho(patho)logie psychanalytique de la parentalité et ses avatars ;
- la question éthique en périnatalité ;
- la psychosomatique psychanalytique du nourrisson[13] ;
- la psycho(patho)logie psychanalytique du virtuel quotidien.

## Ouvrages (sélection)

### Ouvrages
- Missonnier S., Golse, B., Le fœtus/Bébé au regard de la psychanalyse. Vers une métapsychologie périnatale. Paris, PUF, 2021.
- Clinique des métamorphoses, Toulouse Érès, 2020
- Michel Soulé: De la psychiatrie de l’enfant à la psychiatrie fœtale. Toulouse, Érès, 2015.
- Psychologie des écrans, avec X. Vlachopoulou, coll. « Que sais-je ? », Paris : PUF, 2015.
- Freud, Cahier de l'Herne avec R. Perron, Paris : Editions de l'Herne, 2015.
- Recherches en périnatalité, avec N. Presme & P. Delion, Paris : PUF : 2014.
- Pour une hospitalité périnatale, Bruxelles, en ligne.
- (dir.) Manuel de psychologie clinique de la périnatalité, avec M. Blazy, N. Boige, N. Presme, O. Tagawa, Paris : Masson , 2012.
- (dir), Honte et culpabilité dans la clinique du handicap, avec A. Ciccone, S. Korff-Sausse, R. Salbreux, R. Scelles, Toulouse : Érès, 2011.
- Neuf mois pour devenir parents, avec P. Cesbron, Paris : Fayard, 2011.

### Ouvrages collectifs du SIICLHA
- Ciccone, A., Korff-Sausse, S., Missonnier S., Scelles, R., (2007). Cliniques du sujet handicapé. Actualité des pratiques et des recherches, Toulouse : Érès.
- Ciccone, A., Korff-Sausse, S., Missonnier S., Scelles, R., (2008). Cliniques du handicap : questions éthiques. Toulouse : Érès.
- Ciccone, A., Korff-Sausse, S., Missonnier S., Scelles, R., (2009). La vie psychique des personnes handicapées. Ce qu'elles ont à dire, ce que nous avons à entendre, Toulouse : Érès.
- Ciccone, A., Korff-Sausse, S., Missonnier S., Scelles, R., (2010). Handicap, identité sexuée et vie sexuelle,  Toulouse : Érès.
- Missonnier S., Ciccone, A., Korff-Sausse, S., Scelles, R., (2011). Honte et culpabilité dans la clinique du handicap, Toulouse : Érès.
- Korff-Sausse, Ciccone, A., S., Missonnier S., Scelles, R., Salbreux R. (2012). Art et handicap. Enjeux cliniques, Toulouse : Érès.
- Scelles, R., Ciccone, A., Korff-Sausse, S., Missonnier S., Salbreux R. (2013). Famille, culture et handicap, Toulouse : Érès.
- Ciccone, A., Korff-Sausse, S., Missonnier S., Salbreux R., Scelles, R., (2014). Handicap et violence, Toulouse : Érès.
- Gargiulo, M., Missonnier, S., (dir.), Ciccone, A. (dir.), Korff-Sausse, S., Salbreux, R., Scelles, R. (2015)  Et si le handicap n'était pas une tragédie?, Toulouse : Érès.
- Scelles, R., Ciccone, A., Gargiulo, M., Korff-Sausse, S., Missonnier S., Salbreux R. (2016). Naître, grandir et vieillir avec un handicap. Transitions et remaniements psychiques, Toulouse : Érès.
- Scelles, R., Ciccone, A., Gargiulo, M., Korff-Sausse, S., Missonnier, S. & Salbreux, R. (2018). Handicap et mort. Toulouse, France.